# Бранко Ковачевич
Бранко Ковачевич (на сръбски: Бранко Ковачевић) е сръбски учен, ректор на Белградския университет и редовен професор в Електротехническия факултет към университета. Владее английски, руски и френски.

## Биография
Бранко Ковачевич е роден на 29 януари 1951 година в град Белград, СФРЮ. Завършва ОУ „Синиша Николаевич“ в родния си град, а след това Трета белградска гимназия. Следва в Електротехническия факултет към Белградския университет, дипломира се през 1975 година, получава магистратура през 1980 година, става докторант през 1984 година. Известно време работи в Институт „Михайло Пупин“ в лабораторията за компютърно инженерство (1975-1977), и във Военно-техническия институт в лабораторията за администриране и управление (1977-1981). През 1981 година започва работа като асистент във факултета. През 2006 година е избран за ректор на Електротехническия факултет към Белградския университет.
Като гостуващ професор той преподава в Държавния университет на Флорида (Florida State University), Турку (Финландия), Багдад и Триполи. Публикува около 300 научни статии.